# Independencia (Anzoátegui)
Independencia é um município da Venezuela localizado no estado de Anzoátegui.
A capital do município é a cidade de Soledad.